# Alfred Biré
Pour les articles homonymes, voir Biré.
Alfred, Augustin Biré est un homme politique français, sénateur de la Vendée durant la IIIe république.

## Biographie
Fils d'Augustin Biré, notaire à Luçon et propriétaire de l'hôtel Chabot de Thénies, et de Rose Vallade (fille d'un adjoint à mairie de Luçon), Alfred Biré est né le 29 septembre 1826 à Luçon (Vendée). Son frère, Edmond Biré (1829-1907) fut écrivain et critique littéraire.
Cet homme de loi, fils d'un notaire luçonnais et docteur en droit, fut lui-même notaire à Luçon de 1869 à 1881. Candidat des conservateurs monarchistes, il fut élu sénateur de la Vendée le 1er mai 1887 et réélu le 4 janvier 1891.
Il est mort au cours de son mandat le 30 avril 1897 à Luçon.
Marié à Agathe Merland de Chaillé, leur fils, Anatole Biré (1863-1941), est député de la Vendée de 1924 à 1928.

### Source
- « Alfred Biré », dans Adolphe Robert et Gaston Cougny, Dictionnaire des parlementaires français, Edgar Bourloton, 1889-1891 [détail de l’édition]